# Ferme de Moimay
La ferme de Moimay est une ferme située à Moimay, en France.

## Description

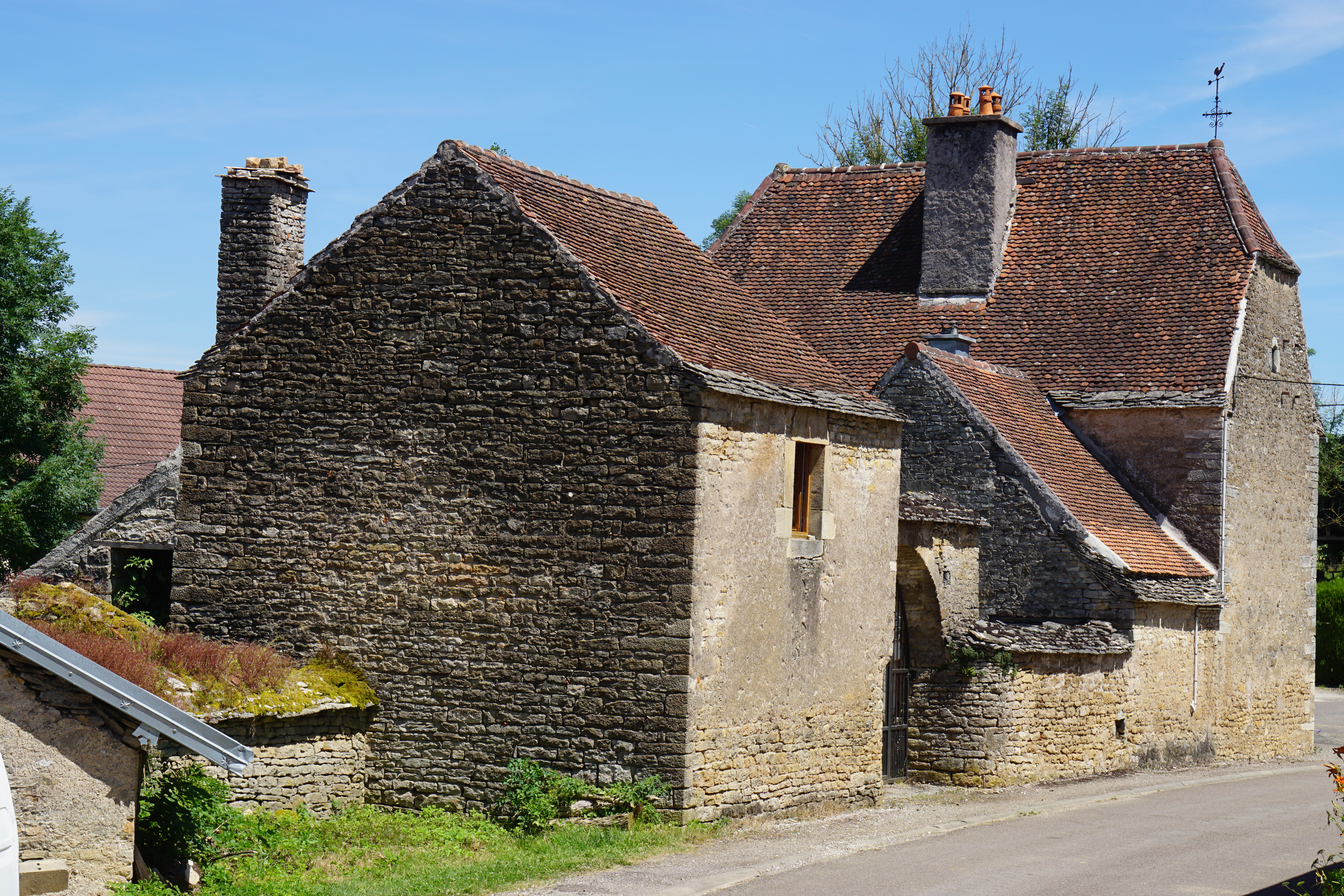

## Localisation
La ferme est située sur la commune de Moimay, dans le département français de la Haute-Saône.

## Historique
L'édifice est inscrit au titre des monuments historiques en 1986.